# Chromosera
Chromosera är ett släkte av svampar. Chromosera ingår i familjen Hygrophoraceae, ordningen Agaricales, klassen Agaricomycetes, divisionen basidiesvampar och riket svampar.
|            | Hygrophorus                              |
|            |                                          |
|            | Hygrocybe                                |
|            |                                          |
|            | Gliophorus                               |
|            |                                          |
|            | Camarophyllus                            |
|            |                                          |
|            | Humidicutis                              |
|            |                                          |
|            | Neohygrocybe                             |
|            |                                          |
|            | Chrysomphalina                           |
|            |                                          |
|            | Camarophyllopsis                         |
|            |                                          |
|            | Bertrandia                               |
|            |                                          |
| Chromosera | \| \| Chromosera cyanophylla \| \| \| \| |
|            | \| \| Chromosera cyanophylla \| \| \| \| |
|            | Lichenomphalia                           |
|            |                                          |
|            | Ampulloclitocybe                         |
|            |                                          |
|            | Neohygrophorus                           |
|            |                                          |
|            | Semiomphalina                            |
|            |                                          |
|            | Chromosera cyanophylla                   |
|            |                                          |

|  | Chromosera cyanophylla |
|  |                        |